# Arthur Mirouel
Pour les articles homonymes, voir Mirouel.
Marie Léon Arthur Mirouel est un homme politique français né le 29 avril 1872 à Dompcevrin dans la Meuse et mort le 6 août 1951.

## Biographie
Il est le fils de riche exploitants agricoles, étudie au collège de Saint-Mihiel puis au lycée de Nancy pour préparer Saint-Cyr. Cependant, il interrompt ses études en 1891 après la mort de son père et reprend l'exploitation familiale. Un temps vice-président de la chambre départementale d'agriculture, il entre en politique en 1900 en devenant conseiller municipal de son village natal en 1900, maire en 1912, puis conseiller d'arrondissement Pierrefitte-sur-Aire en août 1913 puis il devient conseiller général du même canton jusqu'en 1940. Proche de Raymond Poincaré, il lui propose à plusieurs reprises de se démettre en sa faveur de son mandat de conseiller général lorsqu'il quitte la Présidence de la République.
En 1923, il soutient Georges Lecourtier au Sénat et décline en 1928 l'offre d'André Maginot pour un siège de député. En revanche en 1934, il se présente à  l'élection sénatoriale partielle consécutive au décès de Poincaré, sous les couleurs de l'Alliance démocratique face à huit autres candidats dont deux anciens députés. Il arrive en quatrième position, derrière Pol Marc, en tête, un agriculteur et président de la Ligue de défense paysanne de la Meuse et Edmond Morelle, maire de Commercy et conseiller du canton. Au second tour, il est au troisième place derrière Pol Marc, Morelle et devant Ernest Beauguitte, conseiller général de Stenay. Cependant, les républicains veulent faire barrage à Pol Marc et veulent un représentant des agriculteurs, Mirouel devient donc le seul candidat républicain et est élu avec le plus du double de voix de Pol Marc. Il rejoint le groupe centriste de l'Union républicaine après son élection.
Le 10 juillet 1940, il ne prend pas part au vote sur la remise des pleins pouvoirs au Maréchal Pétain et décède en 1951.

## Source
- « Arthur Mirouel », dans le Dictionnaire des parlementaires français (1889-1940), sous la direction de Jean Jolly, PUF, 1960 [détail de l’édition]
- Dir. Jean El Gammal, François Roth et Jean-Claude Delbreil, Dictionnaire des Parlementaires lorrains de la Troisième République, Metz, Serpenoise, 2006 (ISBN 2-87692-620-2, OCLC 85885906, lire en ligne), p. 238